# 阿瓦尔西斯克塔
阿瓦尔西斯克塔（西班牙語：Abalcisqueta，巴斯克語發音：[aβalts̻is̺keta]）是西班牙巴斯克自治区吉普斯夸省的一个市镇。总面积11平方公里，总人口277人（2001年），人口密度25人/平方公里。